# Rhomborista scutuligera
Rhomborista scutuligera är en fjärilsart som beskrevs av Butler 1880. Rhomborista scutuligera ingår i släktet Rhomborista och familjen mätare. Inga underarter finns listade.